# Republica
Republica je anglická alternativně rocková skupina založená v roce 1994. Skupina se nejvíce proslavila mezi lety 1996 a 1999. V současnosti jsou jejími členy Samantha Sprackling, známá jako Saffron (zpěv), Tim Dorney (klávesy), Johnny Male (kytara) a Conor Lawrence (bicí).
Jejich hudba je označována skupinou jako "technopopový punk rock". V roce 2001 ukončila skupina Republica svou činnost, ale v roce 2008 jí opět obnovila. Nejvíce známá je díky jejich hitu - singlu "Ready to Go".

## Členové
Současní
- Saffron (Samantha Sprackling, * 3. června 1968, Ibadan, Nigérie) - zpěv (1994–2001, 2008–současnost)
- Tim Dorney (* 30. března 1965, Ascot, Berkshire, Spojené království) - klávesy (1994–2001, 2008–současnost)
- Johnny Male (* 10. října 1963, Windsor, Berkshire, Spojené království) - kytara (1994–2001, 2008–současnost)
- Conor Lawrence - bicí (2012–současnost)

Bývalí
- Pete Riley - bicí (1998–2001)
- Andy Todd - klávesy (1994–1997)
- David Barbarossa - bicí (1994–1997)
- Alix Tiernan - perkuse
- Mick Pirie - basová kytara (několik prvních dní)

## Diskografie

### Studiové alba
| Titul         | Detaily alba                               | Vrcholové pozice | Vrcholové pozice | Vrcholové pozice | Vrcholové pozice | Vrcholové pozice | Vrcholové pozice | Vrcholové pozice |
| Titul         | Detaily alba                               | UK               | RAK              | NEM              | HOL              | NZ               | SVA              | USA              |
| ------------- | ------------------------------------------ | ---------------- | ---------------- | ---------------- | ---------------- | ---------------- | ---------------- | ---------------- |
| Republica     | - Vydané: 1996 - Vydavatel: Deconstruction | 4                | 34               | 47               | 36               | 26               | 48               | 153              |
| Speed Ballads | - Vydané: 1998 - Vydavatel: Deconstruction | 37               | -                | -                | -                | -                | -                | -                |

### Kompilace
| Titul                    | Datum vydání | Vydavatel |
| ------------------------ | ------------ | --------- |
| Ready to Go: The Best Of | Květen 2002  | Camden    |

### Koncertní alba
| Titul               | Datum vydání | Vydavatel         |
| ------------------- | ------------ | ----------------- |
| Live At The Astoria | Březen 2013  | Independent Label |

### EP
| Titul           | Datum vydání | Vydavatel         |
| --------------- | ------------ | ----------------- |
| Christiana Obey | Březen 2013  | Independent Label |

### Singly
| Rok  | Singl                      | Vrcholové pozice | Vrcholové pozice | Vrcholové pozice | Vrcholové pozice | Vrcholové pozice | Vrcholové pozice | Vrcholové pozice | Vrcholové pozice | Vrcholové pozice | Album                          |
| Rok  | Singl                      | UK               | AUS              | NEM              | IRE              | HOL              | NZ               | SVE              | SVA              | USA              | Album                          |
| ---- | -------------------------- | ---------------- | ---------------- | ---------------- | ---------------- | ---------------- | ---------------- | ---------------- | ---------------- | ---------------- | ------------------------------ |
| 1994 | "Out Of This World"        | -                | -                | -                | -                | -                | -                | -                | -                | -                | Pouze singl                    |
| 1995 | "Bloke"                    | -                | -                | -                | -                | -                | -                | -                | -                | -                | Republica                      |
| 1996 | "Ready to Go"              | 43               | -                | -                | -                | -                | -                | -                | -                | -                | Republica                      |
| 1997 | "Ready to Go"              | 13               | 40               | 33               | 26               | 25               | 42               | 40               | 34               | 56               | Republica                      |
| 1997 | "Drop Dead Gorgeous"       | 7                | -                | 90               | -                | -                | 30               | -                | -                | 93               | Republica                      |
| 1998 | "From Rush Hour With Love" | 20               | -                | -                | -                | -                | -                | -                | -                | -                | Speed Ballads                  |
| 1998 | "Try Everything"           | -                | -                | -                | -                | -                | -                | -                | -                | -                | Speed Ballads                  |
| 2007 | "Ready to Go" (s Tomcraft) | -                | -                | -                | -                | -                | -                | -                | -                | -                | For The Queen (album Tomcraft) |
| 2010 | "Ready to Go 2010"         | -                | -                | -                | -                | -                | -                | -                | -                | -                | Pouze singl                    |